# Richard van der Linden

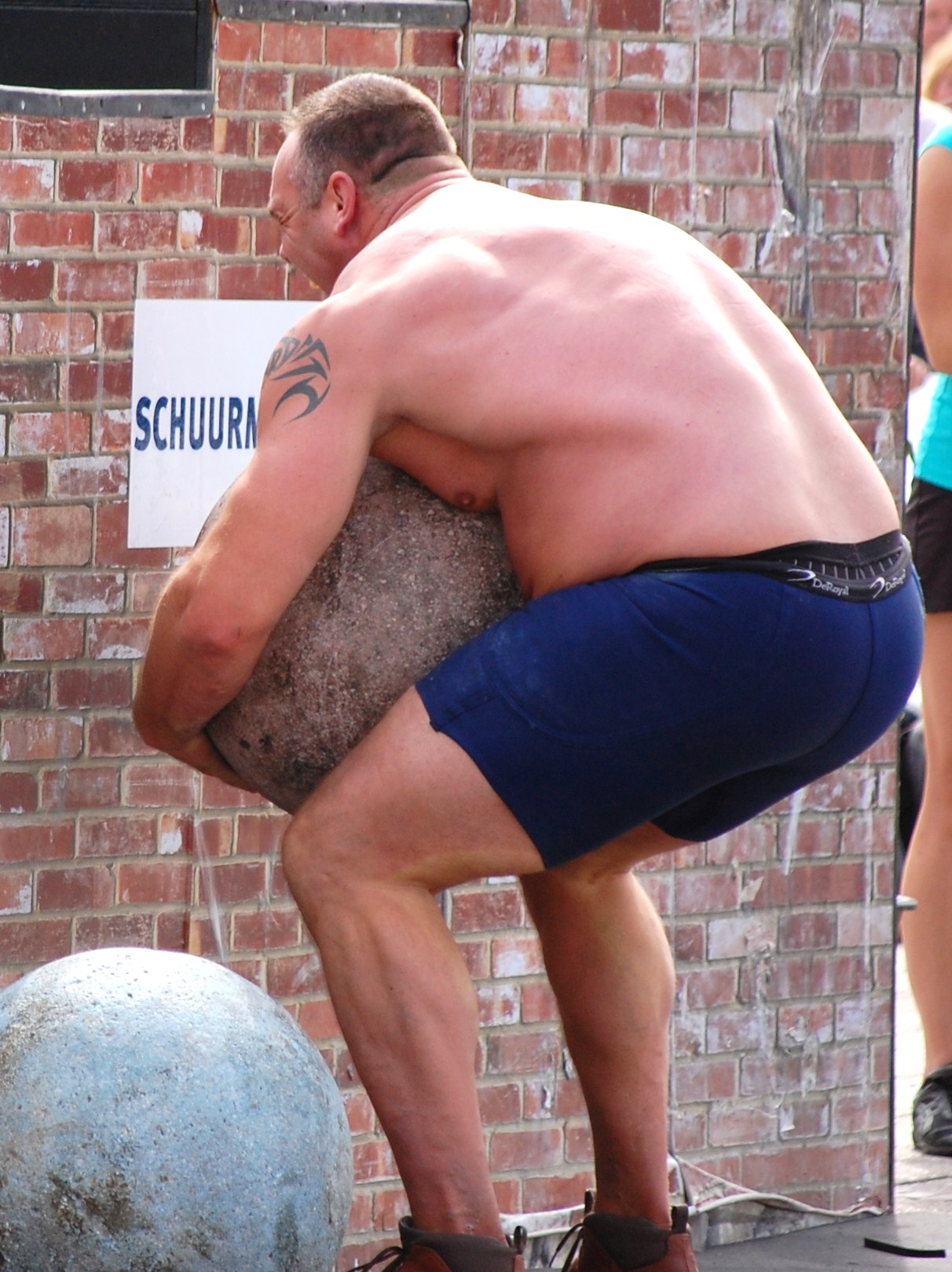
Richard van der Linden in actie in Vroomshoop.

Richard van der Linden, (Utrecht, 9 februari 1970) is een Nederlands krachtsporter.
Op 16-jarige leeftijd gaat Van der Linden met zijn vader mee naar een sportschool en is sinds die tijd in sportscholen blijven komen. Na jaren van training doet hij mee aan internationale bodybuildingwedstrijden, van 2000 tot 2006.

## Sterkste Man
Van der Linden wordt benaderd om Sterkste Man-wedstrijden te gaan doen, iets waar enkele Sterkste Man-atleten hun twijfels bij hebben, mede omdat hij bodybuilder is, echter bewijst hij het tegendeel.
Na drie regionale wedstrijden, doet de twee meter lange Van der Linden mee aan de competitie Sterkste Man van Nederland en later ook aan wedstrijden met internationale deelnemers en blijft hij ook actief bij regionale wedstrijden. Als oudste deelnemer behaalt hij in 2008, 2010 en 2011 een 2e plaats bij de competitie Sterkste Man van Nederland.

## Prestaties

### Sterkste Man van Nederland
- 2007: 8e plaats
- 2008: 2e plaats
- 2009: 5e plaats
- 2010: 2e plaats
- 2011: 2e plaats[2]

### Overig (selectie)
- 2010: 4e plaats Belgium Strongman Cup
- 2010: 1e plaats Sterkste man van Midden Nederland
- 2009: 3e plaats Champions League Terborg
- 2007: 2e plaats Sterkste man van Landsmeer
- 2006: 4e plaats Sterkste man van Landsmeer

### Andere prestaties
- 2011: 1e plaats Nederlands Kampioen Treintrekken
- 2011: 1e plaats Sterkste Highlander van Nederland

## Statistieken (fysiek) 2011
- Lengte: 200 cm
- Gewicht: 164 kg

## Persoonlijk
Van der Linden woont in Hoofddorp, is getrouwd en heeft een dochter. In het dagelijks leven is hij groepsleider in een jeugdinrichting.